# 案山子男
『案山子男』（かかしおとこ 原題：Scarecrow）は、アメリカ合衆国で制作されたホラー映画（オリジナルビデオ）。

## あらすじ
同級生のチャドたちからいじめを受けていた高校生レスターは、同級生のジュディに助けられて以来、彼女に好意を抱きだした。しかし、ある日ジュディが酔った勢いでチャドとキスをしているところを発見し、自宅に帰って母親の愛人であるヒューイットに八つ当たりをする。怒ったヒューイットはトウモロコシ畑でレスターを追い詰めた挙句、殺害してしまう。
レスターの死は自殺として片づけられた。
1年後、レスターは案山子男としてよみがえり、かつて自分に危害を加えた者たちを殺害していった。だが、母親のロンダだけを殺すことはできず、さらにはジュディを殺そうとするが、返り討ちにされてしまった。

## キャスト
レスター・ドワーヴィック
演 - ティム・ヤング、トッド・レックス（案山子男） / 吹き替え：鈴木圭一郎
虐められっ子。絵を描くことが好き。一度は死んだとされていたが、のちに案山子男となる。
ジュディ・パターソン
演 - ティファニー・シェピス / 吹き替え：村上あかね
レスターの同級生。
ステファニー・カーター
演 - ロクサンナ・ビナ / 吹き替え：朝比奈舞
チャド
演 - ジョン・ムーア / 吹き替え：中嶋一成
レスターを虐める学生の中心核
エディ
演 - アニル・デ・メロ / 吹き替え：大山昇
レスターを虐める学生の1人
モーガン
演 - ジェン・リッチー / 吹き替え：荒井静香
ヘイリー
演 - マーク・アーヴィンソン / 吹き替え：鹿糠光明
農夫。
バート
演 - マーク・アーヴィンソン
ヒューイット
演 - リチャード・エルフマン / 吹き替え：石井隆夫
ロンダの愛人。
パターソン保安官
演 - リチャード・エルフマン / 吹き替え：田中正彦
ジュディの父
ロンダ・ドワーヴィック
演 - ベリンダ・ギャヴィン / 吹き替え：小出悦子
レスターの母親。息子と二人でトレーラーハウスに暮らしている。
メルトン先生
演 - ソニャ・エッカー / 吹き替え：火野カチコ
レスターが通う高校の教師
ミッチ
演 - デリック・ビショップ / 吹き替え：鹿糠光明
トウモロコシ畑で案山子男の怪談話をする若者達のひとり。
ジェイク
演 - アンソニー・C・ フェランテ / 吹き替え：浜田健作
同上。
タイガー
演 - スカイラー・ケイレブ / 吹き替え：杉山紀彰
同上。
マイキー
演 -  ブラッド・ユルイェンス / 吹き替え：浜田健作
ニコルの彼氏。
ニコル
演 - ニコール・レイバーン / 吹き替え：富田有美子
墓守の娘。
デュフォーク
演 - エマニュエル・イティエ / 吹き替え：佐々木誠二
レスターのバイト先の店主

## スタッフ
- 監督 - エマニュエル・イティエ
- 製作 - タニヤ・ヨーク、エマニュエル・イティエ、スティーヴ・テイラー
- スーパーバイジング・プロデューサー - スコット・ファイファー
- 脚本 - ジェイソン・ホワイト、エマニュエル・イティエ、ビル・カニンガム
- 音楽 - ヴィンセント・ギローズ
- 撮影監督 - バイロン・ワーナー
- セカンドユニット監督 - アンソニー・C・ フェランテ
- セカンドユニット撮影監督 - デヴィッド・ラッセル
- 編集 = カール・T・ハーシュ
- プロダクション・デザイナー - サム・グリーンモン
- 製作 - ヨーク・エンターテイメント、アサイラム、アーバン・ギャル・プロダクション
- 配給 - ヨーク・エンターテイメント
- スタント・コーディネーター - トッド・レックス
- 日本語版演出 - 春日正伸